# معهد المراجعة السريرية والاقتصادية
معهد المراجعة السريرية والاقتصادية (ICER) هي منظمة مستقلة غير ربحية ومقرها في بوسطن، تسعى الى وضع قيمة للرعاية الطبية من خلال توفير تحليلات سريرية شاملة وفعالة من حيث التكلفة للعلاجات والفحوصات والإجراءات.
تأسس معهد المراجعة السريرية والاقتصادية في حوالي عام 2005، من قبل الطبيب والباحث ستيفن دي بيرسون، دكتوراه في الطب وماجستير وزميل الكلية الملكية للأطباء. حتى عام 2014 ركزت على تقييم تكاليف الرعاية الصحية (بدلًا من تقييم الادوية). يقيم فعالية تكلفة الادوية بطريقة مماثلة لـ المعهد الوطني للتميز في الصحة والرعاية (NICE) في المملكة المتحدة وقد تعرض لبعض الانتقادات من صناعة الأدوية. وضع معهد المراجعة السريرية والاقتصادية قيمة نقدية لعدد من الادوية الموصوفة منذ عام 2014. وقد تم استخدام هذه التقييمات من قبل شركات التأمين لتبرير الأدوية التي تم الموافقة عليها او رفضها. يتم تمويل المؤسسة من قبل شركة "ارنولد فينتشرز" (مؤسسة لورا وجون ارنولد سابقًا) وصانعي الادوية وشركات التأمين والمنح الحكومية.

## معايير الحد الأدنى للتكاليف
يستخدم ICER" إطار تقييم القيمة" لتحديد أسعار العالجات الطبية المختارة .تم تعديل إطار العمل اخر مرة في عام 2020. ويأخذ إطار عمل ICER في الاعتبار اجمالي الانفاق على العلاجات الطبية بالاضافة الى نوع المريض الذي سيتلقى العلاج.
كمية الاموال المتاحة التي يتم انفاقها ICER للعثور على اجمالي الانفاق يقدر سنويا على الادوية الجديدة ثم يقسم هذا المبلغ على عدد الموافقات المتوقعة من إدارة الغذاء والدواء الامريكية لتحديد معيار القدرة على تحمل التكاليف.
لتحديد قيمة المريض، يستخدم ICER سنة الحياة المعدلة للجودة (QALY )لتحديد مدى قدرة الدواء على تحسين جودة حياة المريض. تحدد QULYs"سنوات الحياة تحت تأثير الجودة" مقدار العلاج الذي يمكن ان يحسن حياة المريض مع طرح القيمة ألي اثار جانبية سلبية. أيضا يستخدم ICER القيمة المتساوية لسنوات الحياة المكتسبة (evLYG )لتحديد ما اذا كان العلاج يضيف سنوات الى حياة المريض.
يتم تعديل حسابات القدرة على تحمل التكاليف الخاصة بـ ICER الأدوية التي تستهدف الامراض الشائعة و/او تلك التي تقدم فائدة سريرية كبيرة من خلال تحديد الحد الادنى عند ضعف الاموال المتاحة مقسومة على العدد المتوقع للأدوية الجديدة (المعتمدة من قبل إدارة الغذاء والدواء).
( معهد المراجعة السريرية) ICER حددت قيمة سنة حياة واحدة معدلة الجودة والاقتصادية بعد المناقشات في 2016 لتكون 150 الف دولار.

## النقد
نظرا للأدوية التي تكافح الامراض النادرة عادة تنتشر على مجموعات أصغر من المرضى، فغالبا ما تفرض الشركات سعرا اعلى للدواء من اجل استرداد استثماراتها. نتيجة ذلك، يجادل بعض النقاد بان ICER تميل الى الابلاغ عن ان هذه الادوية المستخدمة في الامراض النادرة لا تستحق التكلفة المرتفعة المذكور لها دون مراعات الاطباء او المرضى او العوامل الاجتماعية الاخرى عند تحديد قيمة الدواء. وفقا لمعهد بايونير ”خلصت مراجعة حديثة لـ ICER الثنين من العالجات المتقدمة لضمور العضلات الشوكي (SMA )الى أيا من العلاجين لم يلبي " عتبات فعالية التكلفة التقليدية".
تم انتقاد ICER لكونه " تقريرا عشوائي وغير شفاف وغير خاضع لمراجعة النظراء" يمكنه تحديد ما إذا كان المريض يتلقى العالج الذي يوصي به الطبيب.
قد أدى استخدام ICER لـ QALY الى اثارة قلق البعض من إعطاء الاولوية الاقل كفاءة. ذكرت مجلة الطب الفصلية بجامعة أكسفورد: "إذا كان العلاج الجديد أقل فعالية في اعتماده من العلاج القياسي، ولكنه يكلف أقل بكثير، فستكون هناك تكلفة لكل فائدة من فوائد QALY في اعتماده".
يُنظر الى ICER أيضا (من قبل من؟) على انه مراقب الرتفاع أسعار الادوية التي لا تدعمها الادلة السريرية. في عام 2019 أصدرت ICER دراسة وذكرت "في عامي2017 و2018 من بين تسعة أدوية محددة شهدت زيادات كبيرة في الاسعار بإلاضافة إلى الانفاق الحالي المرتفع بالفعل لم يكن لدى سبعة أدوية دليل مهم جديد لدعم زيادات أسعارها. إن الزيادات الصافية في أسعار هذه الادوية السبعة وحدها كلفت شركات التأمين الامريكية والمرضى 4.8 مليار دولار إضافية على مدى عامين".

## عدد السنوات المصححة بجودة الحياة (QALY)
يرمز QALY الى عدد السنوات المصححة بجودة الحياة وهو أحد أنظمة القياس التي يستخدمها ICER( معهد المراجعة السريرية واالقتصادية) لتحديد قيمة الدواء. ان QALY(عدد السنوات المصححة بجودة الحياة) واحد يساوي سنة كاملة من الصحة. يجادل منتقدو QALY بان القياس ذاتي للغاية بحيث ال يمكن استخدامه على نطاق واسع. يدعي النقاد أيضا ان QALYs يمكن ان تكون قادرة او متحيزة للشيخوخة لان الافراد المعاقين أو المسنين لا يمكنهم الحصول على عام واحد من الصحة المثالية بناء على معاييره. يتفق مؤيدو النظام على أنه قد يكون غير كامل، لكنهم يعتبرونه أفضل نظام قياس متاح لنوعية وكمية الحياة.

## تقييم العقاقير - التقارير الصادرة
وأصدرت مسودة تقرير تقول ان سوفالدي لا يستحق قائمة األسعار البالغة حوالي 84 ألف دوالر سنويا.
اعتبارا من مايو 2016 نشر معهد المراجعة السريرية واالقتصادية(ICER) التقارير النهائية حول
-الورم النقوي المتعدد - الرعاية التلطيفية.
وقد انتقدت ارتفاع أسعار ادوية هشاشة العظام والتصلب وادوية الكوليسترول 9PCSK و عالجات الاورام المناعية.
وفي عام ،2017 أصدرت مسودة تقرير مثيرة للجدل حول مثبطات PARP لسرطان المبيض.

## تقييمات المخدرات المخطط لها
تشمل القائمة الأولية للأدوية التي سيتم تقييمها كلًا من روسيليتينيب وAZD-9291 ونيكيتوموماب ونيفولوماب وبيمبروليزوماب لعلاج سرطان الرئة صغير الخلايا؛ فينجوليمود، ثنائي ميثيل فومارات و تيريفلونوميد وألمتوزوماب و وداكليزوماب لعلاج التصلب المتعدد؛ وإيكسيكيزوماب وبرودالوماب لعلاج الصدفية أو التهاب المفاصل الصدفي.

## المجالس الاستشارية والحكومة
تضم مجالس إدارة ICER( معهد المراجعة السريرية واالقتصادية) العديد من الخبراء الصحيين، بما في ذلك المسؤولين التنفيذيين للتامين.
مجلس الادارة: إلين أندروز، دكتوراه و مدير تنفيذي و مشروع السياسة الصحية في ولاية كونيتيكت كارميال بوكشينو RN ، ماجستير في إدارة الاعمال و الرئيس والمدير التنفيذي CRB . ويندي إيفريت مستشار خاص (الرئيس) و نائب الرئيس والمدير معهد كايزر للسياسات الصحية و كايزر بيرماننت لويس ساندي، دكتوراه في الطب و نائب الرئيس التنفيذي للتقدم السريري. مارك سكينر، دكتوراه في الطب، الرئيس والمدير التنفيذي لمعهد تطوير السياسات أنيا رادر واالك، دكتوراه و مدير مشارك في مركز تجميع الادلة في الصحة بجامعة براون.
المجلس الاستشاري: روبرت دبليو دوبوا، دكتوراه في الطب وكبير مسؤولي العلوم، المجلس الصيدالني الوطني جون جافراس، دكتوراه في الطب ونائب الرئيس الاول وكبير المسؤولين الطبيين. كولين هينز كبير المسؤولين السريريين وهي شركة تابعة لشركة (أنثيم فيفيان هيريرا) المدير التنفيذي ورئيس علم المناعة وطب الجلد والوصول الطبي، اقتصاد الصحة الامريكي وبحوث النتائج، شركة نوفارتيس للأدوية. جونسون، دكتور صيدلة ونائب الرئيس، الاستراتيجية المتخصصة وحلول العملاء ومدير أول وشريك تجاري عالمي، اضطرابات الدم النادرة. سانوفي أندرياس كوزنيك،
مدير أول واقتصاديات الصحة وبحوث النتائج لشركة ريجينيرون للادوية. كريس ليبمان، دكتور صيدلة ونائب الرئيس الاول والقيمة والوصول. ديف ماكاريوس، ماجستير في إدارة الاعمال ونائب الرئيس والادلة العالمية وتطوير القيمة. مارتن مارسينياك ، دكتوراه و نائب الرئيس الشؤون الطبية الامريكية و مشاركة العملاء و القيمة و الادلة ، والنتائج . جالكسو سميث كالين كندرا مارتيلو ، دكتوراه في القانون و مدير أول السياسة العامة والشؤون الحكومية والسياسة العامة مالينكرودت للادوية مايكل شيرمان ، دكتوراه في الطب و ماجستير في إدارة الاعمال و ماجستير و نائب الرئيس الاول وكبير المسؤولين الطبيين.ارفارد بيلجريم للرعاية الصحية ديفيد ر. ستروتون ، دكتوراه و نائب الرئيس المستحضرات الصيدلانية العالمية وأبحاث أدلة السياسة و مركز الادلة الرصدية .
والواقعية (CORE ) شون د. سوليفان، دكتوراه وماجستير وأستاذ وعميد كلية الصيدلة بجامعة واشنطن. ماركوس ثيجيسون، دكتوراه في الطب وكبير مسؤولي الصحة جون واتكينز ، دكتور صيدلة ومدير الصيدلة و تطوير الوصفات . بريميرا بلو كروس ديفيد وينستوك، دكتوراه في الطب وأستاذ الطب وطب الاطفال في كلية الطب بجامعة هارفارد ومعهد دانا فاربر للسرطان.

## أنظر أيضا
أكاديمية صيدلية الرعاية المدارة وهي منظمة أمريكية أقدم تقيم فعالية تكلفة الأدوية.

## روابط اضافية
موقع آي سي اي ار